# Alfred Ayza Roca
Alfred Ayza Roca (Peníscola, Baix Maestrat, 1941-11 de febrer del 2003) va ser un filòleg, escriptor i catedràtic valencià. Compta amb diverses obres, la principal de les quals és El món mariner de Peníscola, un volum de dues obres on recull la història, cultura i tradicions d'aquest municipi.

## Biografia
Nascut a Peníscola l'any 1941, es va llicenciar en Filologia Moderna per la Universitat de València el 1968. Va exercir de mestre en diverses institucions, com l'Escola Oficial d'Idiomes, la Universitat Laboral de Xest i diversos instituts d'educació secundària. Va ser catedràtic d'anglés a la Universitat Laboral de Xest, on ocupà diversos càrrecs de responsabilitat al llarg dels anys 70 i 80.
Amic íntim de l'intel·lectual Manuel Sanchis Guarner, Alfred Ayza va mostrar sempre un gran interés preferent per la seua Peníscola natal, i la va convertir en el principal centre de les seues investigacions.
El seu interés per la difusió de l'ensenyament en valencià el va portar a ser nomenat el 1995 Cap del Servei d'Ensenyaments en Valencià de la Conselleria de Cultura de la Generalitat Valenciana, membre del Ple de la Junta Qualificadora de Coneixements del Valencià i vicepresident d'aquesta institució entre 1996 i 2003, i cap de l'Àrea de Política Lingüística de la Conselleria de Cultura i Educació de la Generalitat Valenciana. Així mateix, des de la seua creació, va formar part de l'Acadèmia Valenciana de la Llengua com a membre i va ser el seu primer secretari, a més de ser titular de les seccions de Gramàtica, Lexicografia i d'Assessorament Lingüístic.
Va morir el dia 11 de febrer del 2003, després d'una llarga malaltia. El seu funeral va tenir lloc l'endemà en l'Església de Santa Maria de Peníscola, en un homenatge pòstum multitudinari al que hi assistiren tots els acadèmics de l'Acadèmia Valenciana de la Llengua i nombrosos representants polítics, com el president de la Generalitat Valenciana José Luis Olivas.
El 5 de setembre del 2003 fou nomenat fill predilecte de Peníscola, i en novembre de 2006 es va inaugurar l'Institut d'Educació Secundària de Peníscola, que porta el seu nom.

## Obres
- El món mariner de Peníscola, Universitat de València i Diputació de Castelló, 1981.
- Peñíscola, Guía Histórica, Turística y Monumental, 1982.
- La pesca a València en el segle XV, revista Espill, 1984.
- Ordenances Municipals de 1701, Ajuntament de Peníscola, 1984
- Suport a l'Ensenyament en Valencià, Manuel Sanchis Guarner, unitat didàctica, Conselleria de Cultura, Generalitat Valenciana, director del projecte, 1995.
- Suport a l'Ensenyament en Valencià, Ausiàs March, poeta i cavaller, unitat didàctica, Conselleria de Cultura, Generalitat Valenciana, director del projecte, 1996.
- Les festes del Foc i els Moros i els Cristians, col·lecció "Festa i Tradició", Conselleria de Cultura, Generalitat Valenciana, director del projecte, 1996.
- Tractament de Textos a l'Aula, Materials didàctics, Conselleria de Cultura, Generalitat Valenciana, director del projecte, 1996.